# Peter Baumgartner (Autor)

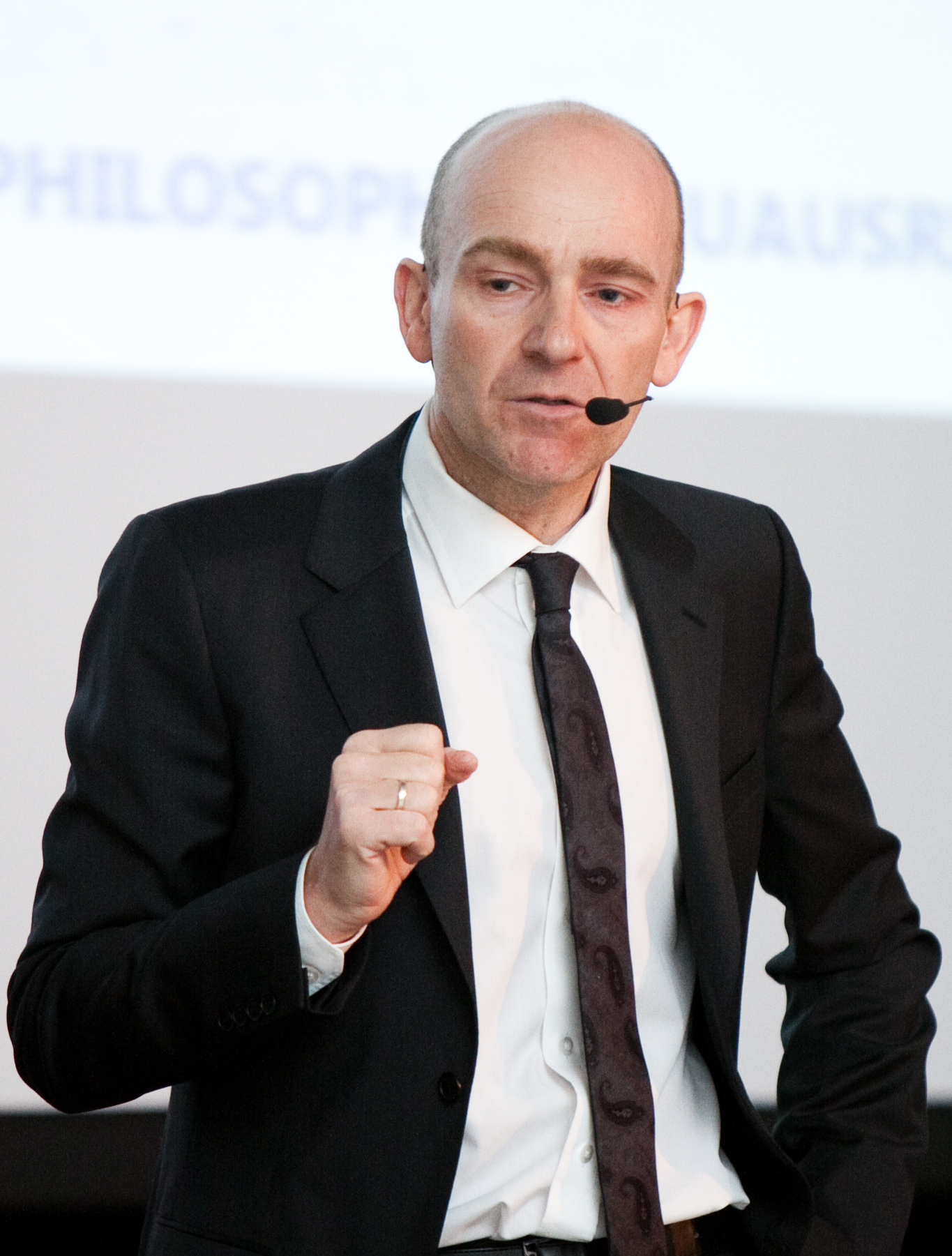
Peter Baumgartner (2011)

Peter P. Baumgartner (* 11. Juli 1969 in Schwanenstadt) ist ein österreichischer Pädagoge,  Wirtschaftsingenieur, Autor von Wirtschaftsbüchern und Redner.

## Wirken
Nach einer Stahlbautechnikerlehre und der Matura im zweiten Bildungsweg studierte Baumgartner an der Universität Linz Wirtschaftspädagogik und schloss an der Pädagogischen Hochschule in Linz sein Lehramtsstudium ab. An der Liverpool Hope University studierte er Multimedialearning und an der Fernuniversität Hagen Arbeits- und Organisationspsychologie.
Nach dem Studium war er als Unternehmensberater in Österreich und Deutschland, unter anderem für den O.Ö. Energiesparverband.
Baumgartner spricht zum Thema Leadership und rückt den Menschen in den Mittelpunkt. Mut machen und Motivation, Innovation und Gelingen sind das Hauptaugenmerk seiner Reden, die er in Deutsch und Englisch hält.
Sein Buch Manager müssen Mut machen – Mythos Shackleton wurde mit dem mit 10.000 € dotierten Wirtschaftsliteraturpreis 2008 der Linzer Buchmesse LITERA ausgezeichnet und von managerseminare.de zum Wirtschaftsbuch des Jahres ernannt.
Seit Herbst 2016 arbeitet Peter Baumgartner mit Claudia Reiterer, Nicole Brandes, Alexander Goebel und Wolfgang Fasching zusammen. Die fünf Redner haben die Plattform Impulsredner gegründet.
Baumgartner lebt in Altmünster am Traunsee.

## Schriften
- Manager müssen Mut machen – Mythos Shackleton Böhlau Verlag, Wien/Köln/Weimar 2007, ISBN 978-3-205-77793-9.
- Geniale Grenzgänge – Limits in der Wirtschaft und am Ende der Welt Böhlau Verlag, Wien/Köln/Weimar 2012, ISBN 978-3-205-78798-3.
- Leadership leben – Charakter und Charisma entscheiden Books4success, Kulmbach 2014, ISBN 978-3-86470-187-0.
- Lead to succeed Colorama Business, Salzburg 2015, ISBN 978-3903011144.
- Rede – Vorträge, die berühren, begeistern und bewegen BusinessVillage Verlag, Göttingen 2017, ISBN 978-3869804019.
- Zuversicht Zukunft – Wie Sie den Wandel umarmen und Organisationen zukunftsfähig führen Colorama Business, Salzburg 2020, ISBN 978-3903011588.

## Veröffentlichungen
- Peter Baumgartner: Österreich fiebert mit den Deutschen In: Handelsblatt, 25. Juni 2013[4]
- Peter Baumgartner: Risikomanagement am unteren Ende der Welt – Führungskunst aus dem ewigen Eis. In: cooperativ., Nr. 01, 2011, S. 4–11
- Peter Baumgartner: Was Skipper von Shackleton lernen können. In: Segelnmagazin., Nr. 01, 2008, S. 44–49
- Peter Baumgartner: Manager müssen Mut machen! Führungskunst und Krisenmanagement in Perfektion. In: InSight – Lernen von den Besten., Nr. 01, 2008
- Peter Baumgartner: Charisma im ewigen Eis. In: high potential., Nr. 01, 2008
- Peter Baumgartner: Krisenmanagement – Manager müssen Mut machen. In: Die Furche., Nr. 10, 2007[5]
- Peter Baumgartner: Business Excellence – Führungskunst aus dem ewigen Eis. In: Management & Qualität., Nr. 10, 2007
- Peter Baumgartner: Vorbilder Führung: Manager müssen Mut machen. In: business-wissen.de., Nr. 9. 2007[6]
- Peter Baumgartner: Opinion Leader einst und jetzt – Führungskunst aus dem ewigen Eis. In: new business., Nr. 8, 2007
- Peter Baumgartner/Rainer Hornbostel: Manager müssen Mut machen – Mythos Shackleton Böhlau Verlag, Wien/Köln/Weimar 2007, ISBN 978-3205777939.